# هنشتال
هنشتال (به آلمانی: Henschtal) یک شهر در آلمان است که در گلان-مونشوایلر (فرباندسگماینده) واقع شده‌است. هنشتال ۳۴۶ نفر جمعیت دارد.